# Vers-Pont-du-Gard
Vers-Pont-du-Gard är en kommun i departementet Gard i regionen Occitanien i södra Frankrike. Kommunen ligger i kantonen Remoulins som tillhör arrondissementet Nîmes. År 2022 hade Vers-Pont-du-Gard 1 758 invånare.
I Vers-Pont-du-Gard finns världsarvet Pont du Gard.

## Befolkningsutveckling
Antalet invånare i kommunen Vers-Pont-du-Gard
Referens:INSEE